# Докшоков, Зураб Хасамбиевич
Зураб Хасамбиевич Докшоков (род. 13 сентября 1952) — советский инженер-строитель, российский юрист, предприниматель и политик, член Совета Федерации (2009—2011).

## Биография
В 1976 году окончил Кабардино-Балкарский государственный университет по специальности «инженер-строитель», затем работал в тресте «Карачайчеркессельстрой» (Черкесск). В 1997 году окончил юридический факультет Карачаево-Черкесского технологического института, возглавлял Прикубанскую МПМК, ОАО «Гарант», ООО «Кубаньстройсервис». В 2004 году избран депутатом Народного собрания Карачаево-Черкесии.
В 2007 году вошёл в список кандидатов от «Единой России» на выборах в Государственную думу, но не был избран.
29 октября 2008 года единогласно избран председателем Народного собрания Карачаево-Черкесии третьего созыва ввиду назначения его предшественника Сергея Смородина первым вице-премьером, постоянным представителем Карачаево-Черкесии в Москве (это стало нарушением неофициальной традиции распределения высших должностей в республике по национальному признаку, в соответствии с которым спикерами парламента становились русские).
24 марта 2009 года переизбран председателем Народного собрания четвёртого созыва.
17 ноября 2009 года депутаты Народного собрания избрали Докшокова представителем законодательного органа власти Карачаево-Черкесии в Совете Федерации на место, которое несколько месяцев оставалось вакантным из-за отказа большинства парламентариев поддержать кандидатуру Вячеслава Дерева (ранее эту должность занимал Ратмир Айбазов, но 28 мая 2009 года Народное собрание поддержало решение президента Карачаево-Черкесии Бориса Эбзеева об избрании Айбазова членом Совета Федерации от исполнительного органа власти в связи и истечением срока его полномочий как представителя парламента, а 17 июня 2009 года были подтверждены его полномочия в новом качестве).
16 декабря 2009 года Совет Федерации подтвердил полномочия Докшокова.
С декабря 2009 года входил в Комитет по промышленной политике, с января по июнь 2010 — член Комиссии по естественным монополиям, с января 2010 по февраль 2011 — член Комиссии по жилищной политике и жилищно-коммунальному хозяйству, с июня 2010 — член Комиссии СФ по вопросам развития институтов гражданского общества, с февраля 2011 — заместитель председателя Комиссии по жилищной политике и жилищно-коммунальному хозяйству.
13 апреля 2011 года полномочия Докшокова прекращены.